# Taenala adumbrata
Taenala adumbrata es una especie de insecto coleóptero de la familia Chrysomelidae.
Fue descrita científicamente en 1978 por Silfverberg.